# Palazzo dei Mannelli
Il palazzo dei Mannelli o Villa La Querce si trova in via del Palazzo dei Diavoli, 54 nel Quartiere 4 di Firenze.

## Storia
Nel Trecento tra l'Arno e la Via Pisana sorsero numerosi palazzi fortificati. Uno di essi è villa La Querce (antico nome del palazzo).
Si trattava di una casa da signore fortificata che assolveva anche la funzione di villa-fattoria; la villa fu alterata nel corso dell'Ottocento. Nel 1624 Giovan Francesco di Pietro Susini la comprò dagli originari proprietari, i Mannelli, per poi rivenderla ad Ambrogio Baldesi nel 1651.  Successivamente essa passò (1674) ai Buccetti e poi ai Bonsi. A quest'ultima famiglia risale l'attuale aspetto della villa.
Sul portone d'ingresso si trova lo stemma dei proprietari originari, ricchi mercanti attivi nel commercio fin dai primi del XV secolo. Di fronte alla villa si trova l'oratorio di Santa Maria della Querce, edificio sacro finanziato dagli stessi Mannelli.